# Резанов, Дмитрий Иванович
Дмитрий Иванович Резанов (1757 — после 1826) — российский государственный деятель, сенатор, тайный советник.

## Биография
По происхождению дворянин, родился в начале 1757 года. Родовое имение имел в Пензенской губернии.
Службу начал 7 марта 1774 года капралом в лейб-гвардии Конном полку; 9 декабря 1777 года был переведён сержантом в лейб-гвардии Преображенский полк; 1 января 1782 года произведён был в прапорщики, в 1785 году — в подпоручики, в 1787 году — в поручики и в полковые секретари, в 1790 году — в капитан-поручики, а в 1793 году — в капитаны, с возвращением к строевой службе.
В 1795 году он был из Преображенского полка уволен — для определения к статским делам, с чином армейского бригадира, и 20 марта 1795 года поступил в Провиантский штат. В день коронования императора Павла I, 5 апреля 1797 года, он был пожалован в генерал-майоры и в том же году (25 августа) определён управляющим Статного казначейства, с переименованием в действительные статские советники. В период царствования Павла I он получил орден Св. Анны 2-й степени (06.08.1798), чин тайного советника (09.07.1800) и назначение управлять 1-й Экспедицией о государственных доходах (14.07.1800). Следующий император Александр I, пожаловал ему орден Св. Анны 1-й степени (19.12.1801), а 29 октября 1802 года назначил его директором Департамента Министерства финансов.
Высочайшим указом 5 сентября 1805 года был назначен к присутствованию в Правительствующем Сенате, причём за ним было сохранено то же жалованье и содержание, какое он получал по последней должности. Службу в Сенате он начал в 1-м отделении 5-го департамента (до 16 марта 1808 года), с 20 марта 1808 года — во 2-м отделении; 1 мая 1813 года был переведён в 4-й департамент, а 30 июня 1814 года ему было повелено присутствовать в 1-м отделении 3-го департамента; 30 мая 1816 года, временно, он был помещён в число присутствующих 4-го департамента Сената. С 24 июня 1819 года он состоял членом учрежденного при Правительствующем Сенате Комитета для уравнения по всему государству земских повинностей.
В апреле 1826 года, по расстроенному здоровью, он был уволен от службы — впредь до совершенного выздоровления, с производством жалованья по 3000 руб. в год. Точных сведений о времени смерти нет.

## Семья
Был женат дважды. Первым браком — на Варваре Федоровне (урожд. Безобразова; 24.11.1773—12.01.1820) и вторым браком — на вдове, по-видимому, француженке, по имени Мария Ивановна. Имел детей от первого брака:
- Елизавета (1797 или 1798 — ?), замужем за помещиком Вологодской губернии, коллежским секретарём Макшеевым;
- Анна (?—1825), замужем за коллежским советником Сушковым.